# Castrocaro Terme e Terra del Sole
Castrocaro Terme e Terra del Sole (megnevezése romanyol nyelven Castruchèira, Castruchêra e Tèra de Sòlis) olaszországi városka Forlì-Cesena megyében, Emilia-Romagna régióban, amely Bolognától 60 km-re délkeletre és Forlìtól 10 km-re délnyugatra fekvő 3 önálló településből: Castrocaróból, Terra del Soléből, Pieve Salutaréból jött létre. A kisváros messze földön híres termálfürdőjéről és zenei fesztiváljáról, ami a sanremói után a másik legfontosabb Olaszországban.

## Önkormányzati választási eredmények, 2007
- Francesca Metri (jobbközép) 50,19%
- William Senzani (balközép) 40,80%
- Isabella Leoni (független) 9,01%

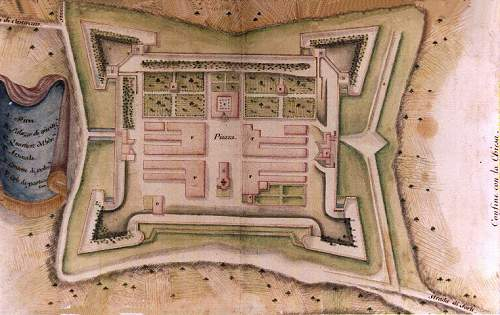
A Terra del Sole-i vár tervrajza a Quattrocentoból

## Testvérvárosai
Nagykőrös